# 柳貝恰尼尼夫
50°56′24″N 30°54′48″E / 50.94000°N 30.91333°E
柳贝恰尼尼夫（烏克蘭語：Любечанинів），是烏克蘭北部切爾尼希夫州切爾尼希夫區奥斯泰尔市镇的村庄。始建於1650年，面積1平方公里，海拔高度113米，2001年人口516，人口密度每平方公里515.5人。